# Бережко, Евгений Григорьевич
Евгений Григорьевич Бережко (15 декабря 1952 — 28 ноября 2020) — советский и российский учёный-астрофизик, специалист в области астрофизики космических лучей, директор Института космофизических исследований и аэрономии имени Ю. Г. Шафера СО РАН (1997—2015), член-корреспондент РАН (2008).

## Биография
Родился 15 декабря 1952 года в пос. Федоровка Кустанайской области.
В 1976 году окончил физический факультет МГУ. С 1976 года работает в Института космофизических исследований и аэрономии имени Ю. Г. Шафера СО РАН, директор института (1997—2015). В 1979 году защитил кандидатскую диссертацию на тему «Поляризационные явления в процессах ионизации внутренних оболочек атомов».
В 1988 году — защитил докторскую диссертацию на тему «Ускорение космических лучей в крупномасштабных течениях космической плазмы».
В 2008 году избран членом-корреспондентом РАН.

## Научная деятельность
Установил неизвестное ранее явление — процесс фрикционного ускорения космических лучей, который осуществляется в сдвиговых течениях плазмы. Он развил теорию этого процесса, которая позволила понять суть явлений генерации нетепловых спектров заряженных частиц, наблюдаемых в ряде астрофизических объектов.
Теоретически установил существование процесса коллективного ускорения космических лучей совокупностью крупномасштабных ударных волн. Этот процесс играет существенную роль в формировании спектра галактических космических лучей.
Внес значительный вклад в решение проблемы происхождения космических лучей. Разработал нелинейную теорию ускорения космических лучей в остатках сверхновых, объясняющая основные особенности наблюдаемого спектра галактических космических лучей. Применение нелинейной теории к ряду исторических остатков сверхновых позволило объяснить наблюдаемые свойства их излучения, порождаемого ускоренными космическими лучами.
Автор более 200 статей, опубликованных в ведущих зарубежных и отечественных научных журналах, и 1 монографии «Генерация космических лучей ударными волнами».

### Подготовка научных кадров
В течение около 30 лет преподавал в Северо-Восточном федеральном университете имени М. К. Аммосова.
На основе своих лекций опубликовал учебное пособие «Введение в физику космоса».
Под его руководством защищены 4 кандидатские диссертации.

### Научно-организационная деятельность
- член Объединенного ученого совета по физическим наукам Сибирского отделения РАН;
- член Президиума Якутского научного центра СО РАН;
- член Объединенного ученого совета по физико-техническим наукам АН РС(Я);
- член комиссии IUPAP «Космические лучи».

## Награды
- Почётный работник науки и техники Российской Федерации
- Заслуженный деятель науки Республики Саха (Якутия)
- Заслуженный ветеран Сибирского отделения РАН
- лауреат Государственной премии Республики Саха (Якутия) в области науки и техники
- медаль РАЕН имени Капицы, как автор научного открытия (1995)